# 法克湖

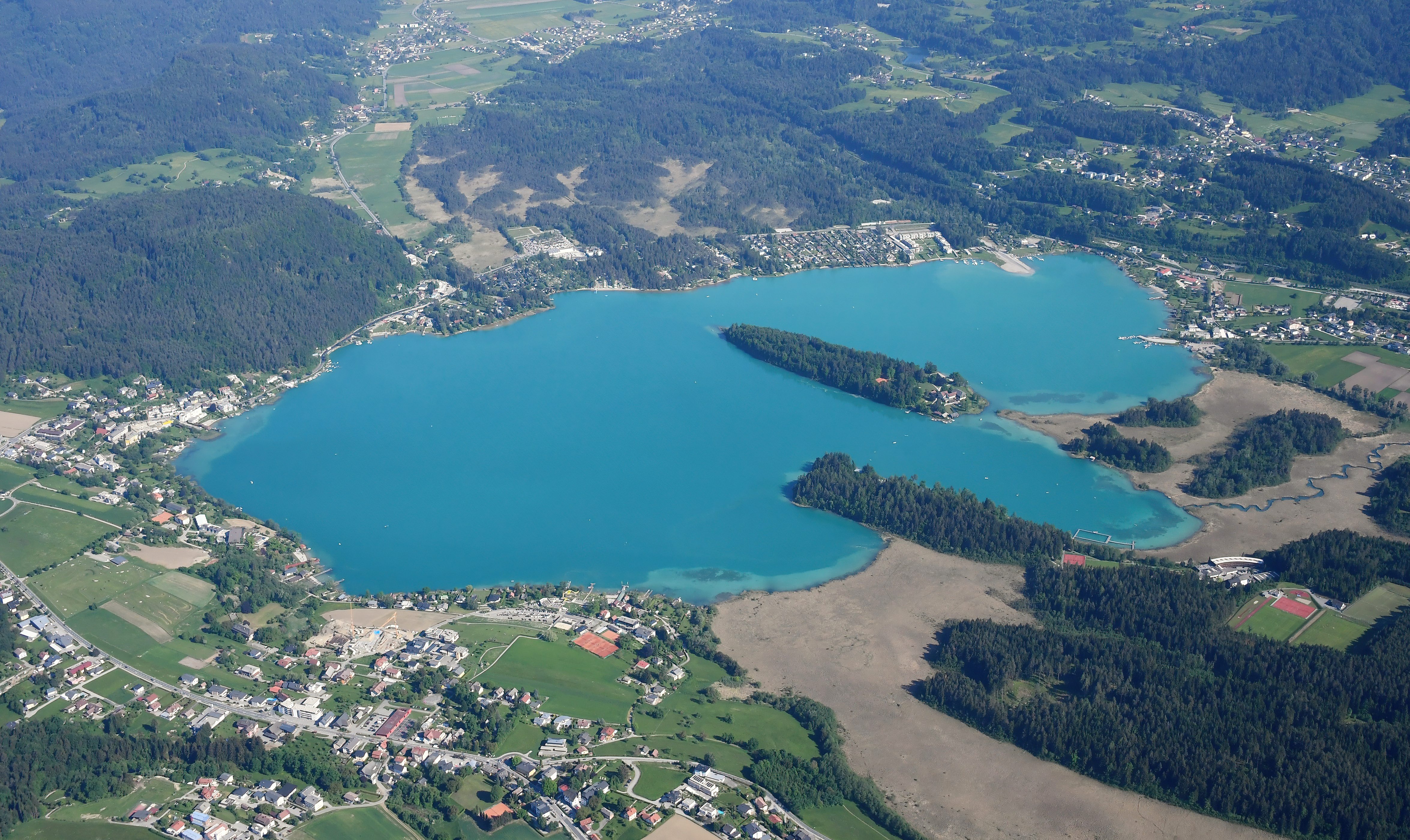

46°34′40″N 13°55′30″E / 46.57778°N 13.92500°E
法克湖（德語：Faaker See）是奧地利克恩頓州的湖泊，面積2.2平方公里，平均水深16.1米，最大水深29.5米，蓄水量3,524萬立方米，海拔高度554米，是熱門的旅遊地點。